# Llindes portes d'accés habitatges
Les llindes de portes d'accés habitatges de Ventalló (Alt Empordà) són protegides conjuntament com a bé cultural d'interès local.
Aquestes llindes estan a diversos edificis distribuïts dins del nucli urbà de la població de Ventalló. En concret, s'han localitzat diverses llindes de pedra situades a les portes d'accés als habitatges i situades als carrers de l'Església, Mossèn Trayter i del Mar. També hi ha una finestra. Majoritàriament estan gravades amb una inscripció referent a la construcció de l'edifici en qüestió, acompanyat de la data de construcció o reforma i un motiu decoratiu. En el cas del número 9 del Carrer de l'Església, la inscripció "IVANES PAGES FAB EP FARRARIUS ME FESIT 21 V 1671" presenta un escut central amb les eines d'un ferrer representades i la data 1671. Del Carrer Mossèn Trayter, destaca Can Farriol, amb una inscripció malmesa al voltant d'una creu central i l'any 1798. Al número 2 hi ha la inscripció "MIQUEL RABERT ME FECIT. ANY 1697" i la finestra datada amb l'any 1791. De les tres llindes localitzades al carrer del Mar destaca el número 11, amb la inscripció "1717 MIQUEL FARRER ME FECIT". Al número 13, "ME FECIT FASERE", amb una creu central decorada. La llinda del número 9 es troba en un estat força deplorable. Només es llegeix "[···] ME ME FECIT" però s'observa un escut central decorat.